# Panos
是比利時的加盟連鎖餐廳，1982年在奧斯坦德創立，提供各種點心和輕食，包括蛋糕、麵包、三明治、沙拉和熱食。在比利時擁有250家店鋪，在荷蘭、捷克、波蘭、斯洛伐克和阿拉伯聯合大公國等國家也有店舖。台灣在2011年引進該品牌，在2018年全部的店鋪結束營業。